# 圣让迪亚克
圣让迪亚克（法語：Saint-Jean-d'Illac，法語發音：[sɛ̃ ʒɑ̃ dijak]）是法国吉伦特省的一个市镇，属于波尔多区。

## 地名
该地名“Saint-Jean-d'Illac”发音为[sɛ̃ ʒɑ̃ dijak]而非[sɛ̃ ʒɑ̃ dilak]，《世界地名翻译大辞典》与《世界地名译名词典》将其误译作“圣让-迪拉克”。

## 地理
圣让迪亚克（44°48'35"N, 0°47'1"W）面积120.58 平方千米，位于法国新阿基坦大区吉倫特省，该省份为法国西南部沿海省份，是法國本土面积最大的省，北起滨海夏朗德省，西临大西洋，南至朗德省，东南接洛特-加龍省，东临多爾多涅省。
与圣让迪亚克接壤的市镇（或旧市镇、城区）包括：梅里尼亚克、雅勒河畔马蒂尼亚斯、马舍普里姆、圣梅达尔昂雅勒、欧当日、塞斯塔斯、朗通、佩薩克、勒唐普勒。
圣让迪亚克的时区为UTC+01:00、UTC+02:00（夏令时）。

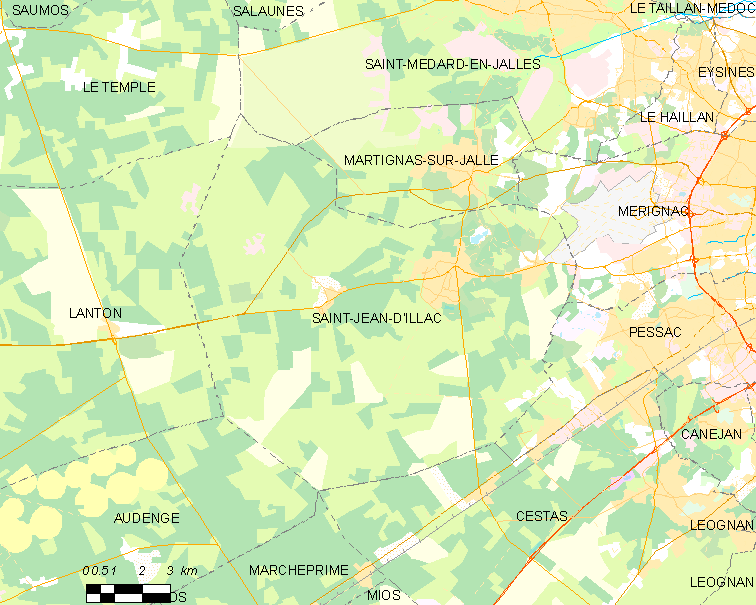
圣让迪亚克的OSM定位图

## 行政
圣让迪亚克的邮政编码为33127，INSEE市镇编码为33422。

## 政治
圣让迪亚克所属的省级选区为梅里尼亚克第二县。

## 人口

1962-2008年间圣让迪亚克人口变化图示

圣让迪亚克于2022年1月1日时的人口数量为9702人。